# Faro di Şile
Il Faro di Şile (in turco Şile Feneri), un faro storico ancora in uso, si trova sulla costa occidentale del Mar Nero nella città di Şile, nel nord-est della provincia di Istanbul, in Turchia.

## Storia e Descrizione

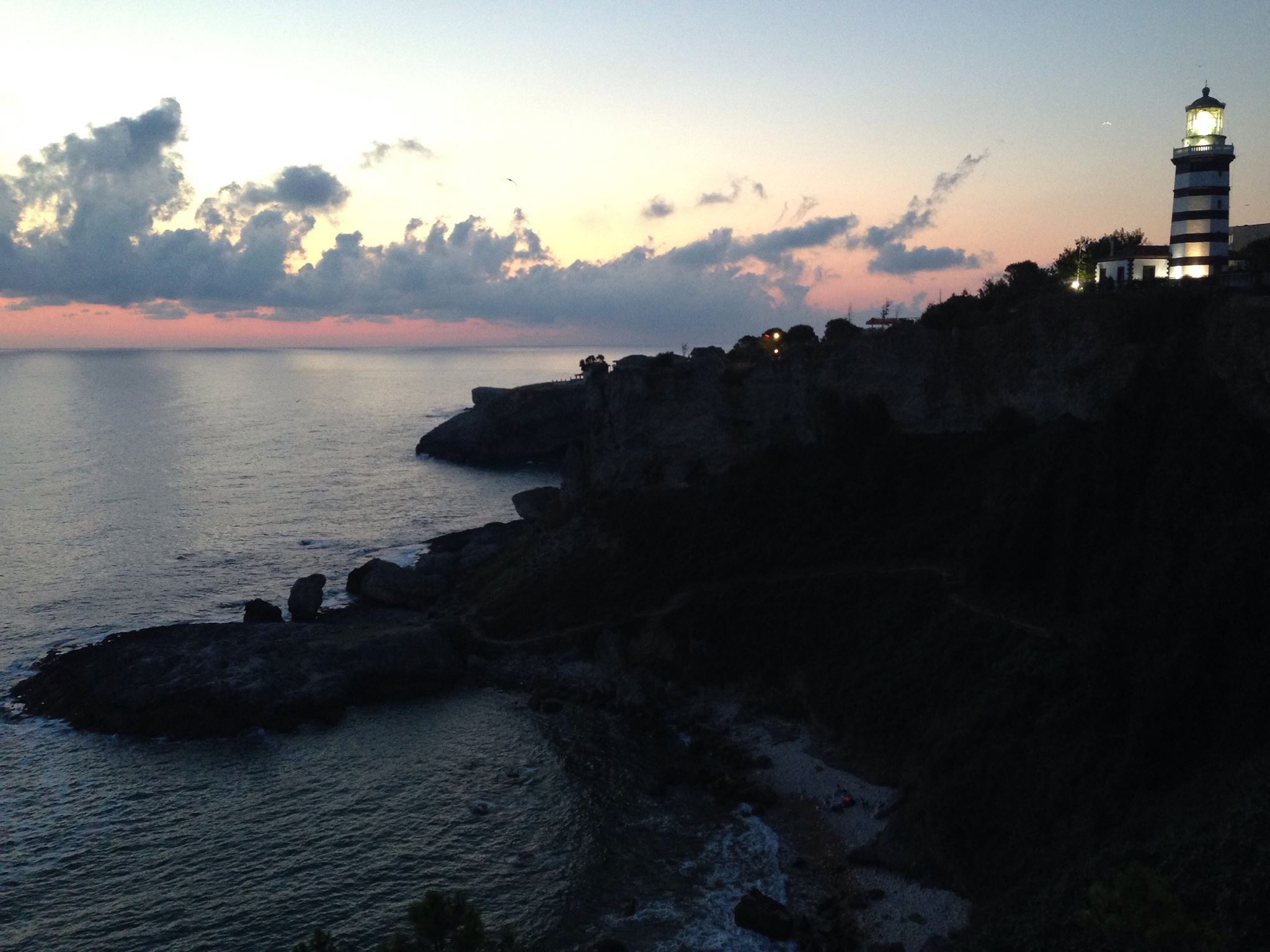
Il Şile Feneri all'alba

Commissionato dal sultano ottomano Abdülmecid I (r. 1839-1861), fu costruito nel 1859 da ingegneri francesi. Il faro entrò in servizio nel 1860.
L'edificio in muratura è costruito su un punto scosceso a Capo Şile, a circa 1 km a nord-est della città. La torre di 19 m con una galleria intorno alla sala delle lanterne ha la forma di un prisma ottagonale. Ad essa è annessa una casa del custode in muratura a un piano. Il faro è dipinto di bianco con strette bande orizzontali nere.
Inizialmente il faro era illuminato a cherosene, ma in seguito la fonte di luce fu sostituita dalla luce di Dalén che utilizzava il carburo (gas acetilene). Dal 1968 funziona a elettricità. La lanterna del faro ha otto lenti cilindriche catadiottriche da 925 mm e una sorgente luminosa da 1.000 W. Con un'altezza focale di 60 m, emette un lampo bianco per 1,5 secondi ogni 15 secondi, visibile a una distanza di 20 miglia nautiche (37 km). Il lampeggiamento è ottenuto grazie a otto pannelli rotanti che vengono messi in movimento da un meccanismo a peso all'interno della torre che utilizza uno scappamento ad ancora. Il peso che cade sulla catena raggiunge la base della torre in due ore. Per garantire la continuità dell'operazione, il guardiano del faro deve tirarlo su riavvolgendo la catena.
Il faro è registrato in Turchia con il codice "TUR-046" e il suo nominativo radio è TC2SLH. È gestito e mantenuto dall'Autorità per la Sicurezza Costiera (in turco Kıyı Emniyeti Genel Müdürlüğü) del Ministero dei Trasporti e delle Comunicazioni.
Il Şile Feneri è aperto al pubblico come sito storico.

## 150º anniversario
Il 2010 è caduto il 150º anniversario dell'inaugurazione del faro. A tal fine, dal 25 maggio al 23 luglio si sono tenute delle celebrazioni organizzate dal comune locale. Il 1º maggio 2010 le Poste turche hanno emesso un francobollo commemorativo. Il 24 luglio la torre è stata rivestita da cima a fondo con il rinomato tessuto chiamato Şile, un tessuto di cotone molto leggero prodotto in loco.